# Церква Державної ікони Божої Матері (Біла Калитва)
 Церква Державної ікони Божої Матері  (рос. Церковь Державной иконы Божией Матери) — православний храм в місті Біла Калитва Ростовської області ; відноситься до Волгодонської і Сальської єпархії, Білокалитвинське благочиння .
Знаходиться в міському мікрорайоні Сонячному; адреса: 347042, місто Біла Калитви, вулиця Стандартстрой, 18 .

## Історія
Прихід православної організації Державної ікони Божої Матері був утворений у 2002 році. У листопаді цього ж року було виділено тимчасове приміщення для храму, перша служба в ньому відбулася 15 березня 2003 року — в день здобуття Державної ікони Божої Матері.
У січні 2004 року був виритий котлован і закладено перший камінь. Пожертви збирали жителі всієї Білої Калитви; на чолі з адміністрацією міста було створено опікунську раду. У 2007 році церква була зведена. Оздоблювальні роботи велися ще кілька років. У 2014 році були закінчені будівельні роботи всередині храму, стіни підготовлені під розпис.
З 2009 року настоятелем храму був протоієрей Василь Валентинович Маштанов. 5 травня 2015 року рішенням Священного Синоду Василь Маштанов був обраний єпископом Шадринским і Далматовським . Замість нього новим настоятелем храму Державної ікони Божої Матері став протоієрей Олександр Закинов.